# Ocean Master
Ocean Master (Orm Curry) est un personnage de fiction de DC Comics créé par Bob Haney et Nick Cardy dans Aquaman #29 en septembre 1966. Il est le frère d'Aquaman et se dispute la place en tant que son pire ennemi avec Black Manta.

## Biographie fictive
Orm Curry est le demi-frère d'Orin Curry (voir famille d'Aquaman). Son père était Atlan the Loner (un ancien Roi d'atlantis), sa mère Atlanna.
Orm Curry vit dans l'ombre héroïque d'Aquaman, c'est un petit criminel jusqu'au moment Orm fait une amnésie et disparait un temps. Il revient plus tard sous le nom Orm Marius (Ocean Master) un pirate équipé de haute technologie.
Il capturera Aquaman & Aqualad.

## Pouvoirs et capacités
Ocean Master est un maître en matière de magie et s'en sert pour accomplir de nombreuses prouesses, telles que des verrous magiques et la télépathie.
Après avoir fait un pacte avec le démon Neron, Ocean Master pouvait manipuler de grandes quantités d'énergie magique. Le prix est cependant un visage défiguré. Il a reçu un trident comme réserve pour sa puissance. Si Ocean Master est séparé de son trident, il peut souffrir atrocement. Il porte également un casque qui lui permet de respirer sous l'eau et une armure spéciale qui lui permet de résister à la pression aquatique et lui offre une certaine résistance aux attaques physiques.
Dans le reboot de The New 52, il a plusieurs fois utilisé un trident qui pouvait contrôler la foudre ainsi que les tempêtes, et un casque qui lui permettait de contrôler d'énormes quantités d'eau. Il pouvait tirer des jets d'eau à son plus bas niveau ou au contraire provoquer un tsunami à pleine puissance. Ce casque (ou une couronne comme elle était nommée) a été brisée par Aquaman. Il a combattu Aquaman d'égal à égal et semblait capable de respirer sous l'eau sans appareillage artificiel comme n'importe quel atlante.

## Apparitions dans les autres médias
- 2001 : La Ligue des justiciers (Justice League) La Menace des abysses The Enemy Below: Part 1 & 2 (VO : Richard Green ; VF : Roland Timsit)
- 2008 : Batman : L'Alliance des héros (Batman: The Brave and the Bold) Atlantis en danger ! Evil Under the Sea! (VO : Wallace Langham ; VF : Marc Perez)
- La Ligue des Justiciers : Nouvelle Génération (Young Justice, Greg Weisman, Brandon Vietti, 2010-) (VO : Roger Craig Smith ; VF : Vincent Ropion puis Patrick Raynal)
- 2010 : DC Universe Online personnage
- 2015 : La Ligue des justiciers : Le Trône de l'Atlantide (Justice League: Throne of Atlantis, Ethan Spaulding) avec Sam Witwer (VF : Boris Rehlinger)
- 2018 : Lego DC Super Heroes: Aquaman
- 2018 : Aquaman de James Wan, interprété par Patrick Wilson (VF : Alexis Victor ; VQ : Frédéric Desager)
- 2022 : Aquaman and the Lost Kingdom de James Wan, interprété par Patrick Wilson